# Lengenloh
Lengenloh ist ein in der Oberpfalz gelegenes Dorf, das ein Gemeindeteil von Amberg ist.

## Lage
Der Ort befindet sich in der Region Oberpfälzer Jura und liegt in der nach Gailoh benannten Gemarkung. Lengenloh selbst ist einer von 23 Ortsteilen der kreisfreien Stadt Amberg. Die Ortsmitte der Kernstadt liegt drei Kilometer entfernt und Sulzbach-Rosenberg zehn Kilometer.

## Verkehr
Die Bundesstraße 299 verläuft 300 Meter südöstlich des Ortes, eine Zufahrt auf diese Fernverkehrsstraße ist aber nur über Gailoh möglich.

## Kultur und Sehenswürdigkeiten

### Bauwerke
Im westlichen Ortbereich von Lengenloh gibt es mit der Dorfkapelle Herz-Jesu und einem Bauernhaus zwei denkmalgeschützte Bauwerke.